# 하나하라 쓰토무
하나하라 쓰토무(일본어: 花原 勉, はなはら つとむ, 1940년 1월 3일~2024년 2월 5일)는 일본의 레슬링 선수, 지도자이다.1964년 하계 올림픽 그레코로만형 플라이급 금메달을 획득했으며 세계 레슬링 선수권 대회에서 동메달 1개를 획득했다.